# Robert von Klüber

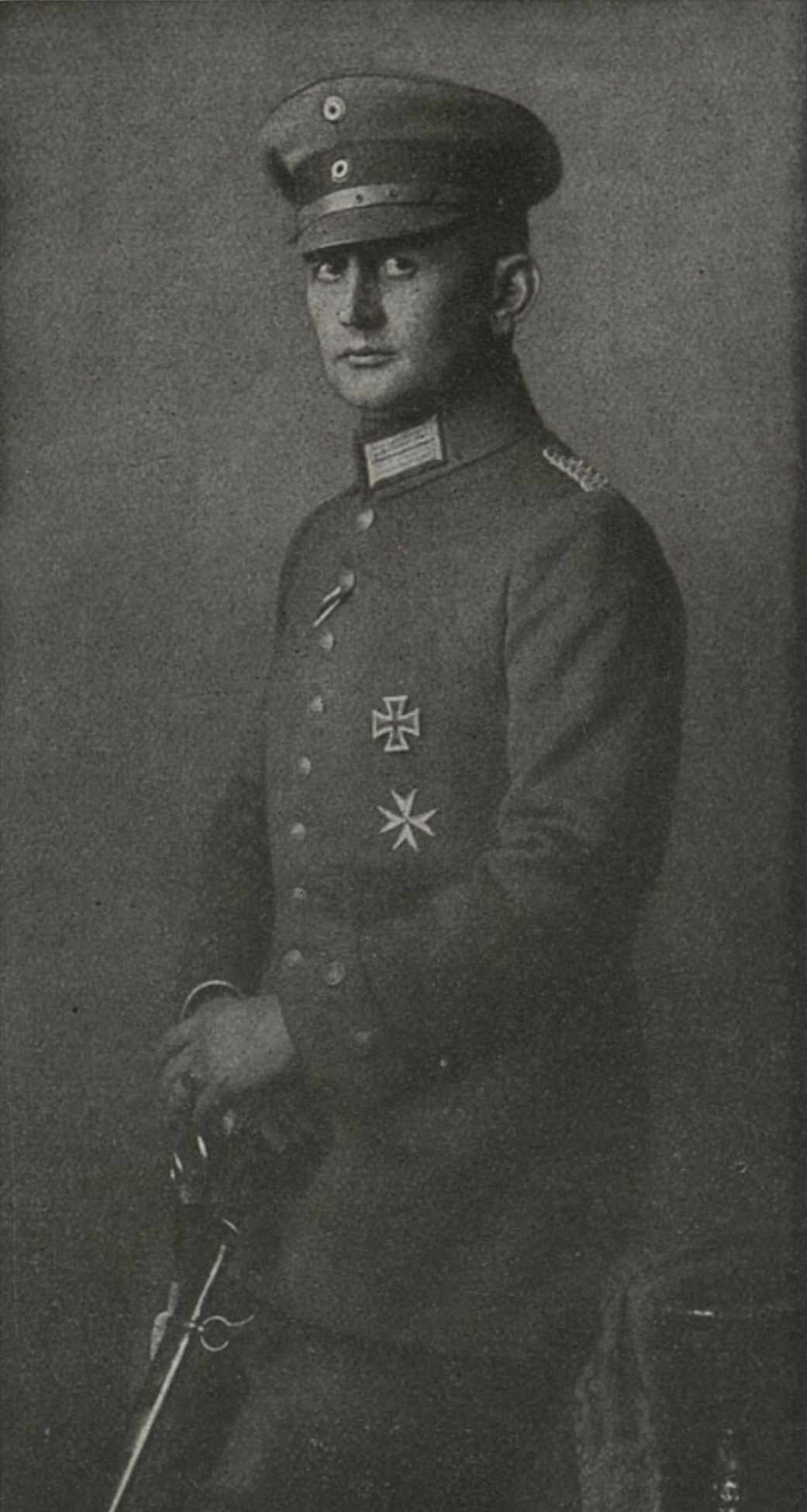
Robert von Klüber (ca. 1917)

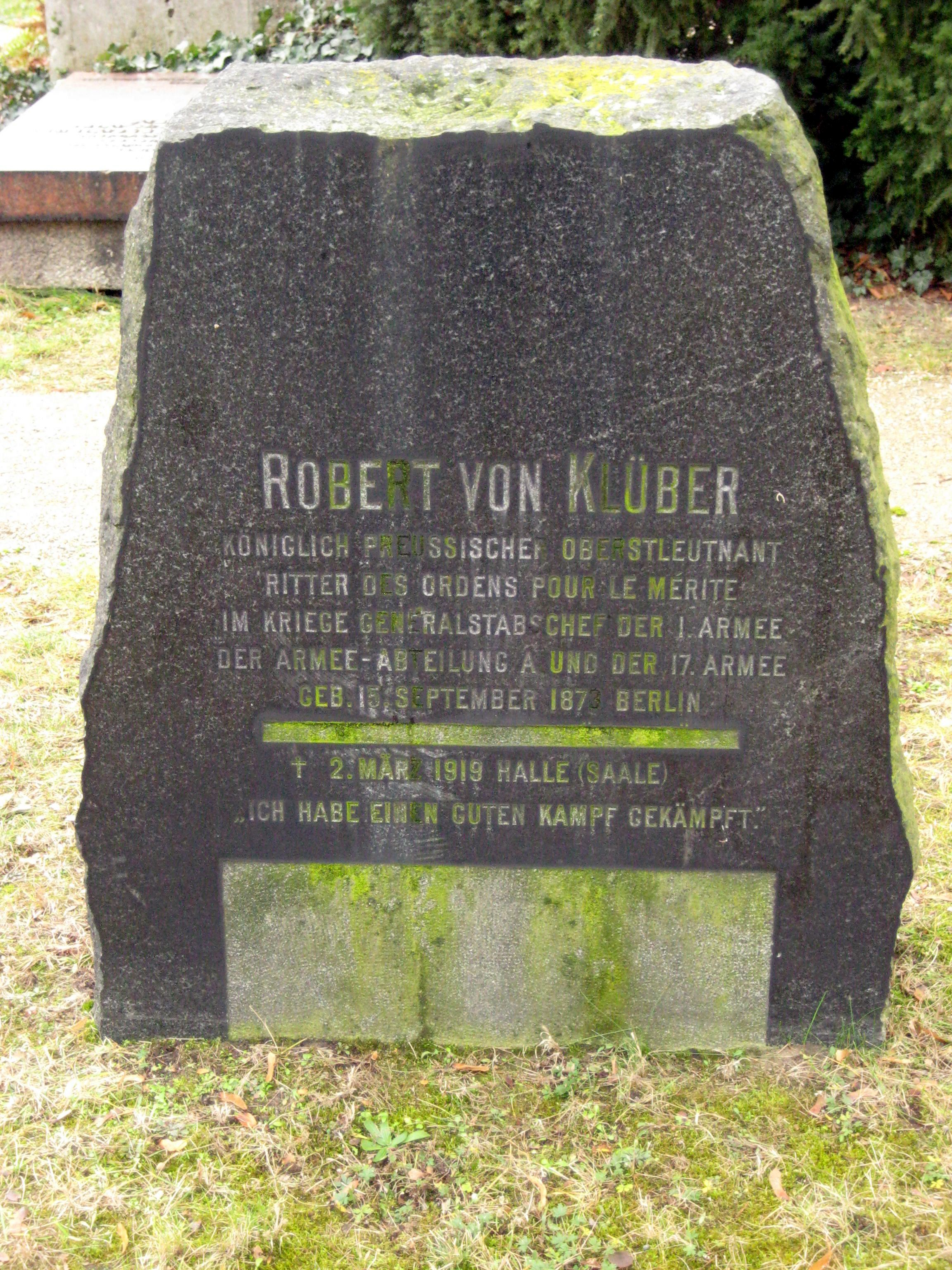
Grabstätte auf dem Invalidenfriedhof, Berlin

Robert Emil Adolf von Klüber (* 15. September 1873 in Berlin; † 2. März 1919 in Halle (Saale)) war ein deutscher Oberstleutnant der Reichswehr und Ehrenritter des Johanniterordens.

## Leben

### Herkunft
Robert war der Sohn des späteren preußischen Generalmajors Friedrich von Klüber (1833–1908) und dessen Ehefrau Charlotte, geborene Gräfin von Brockdorff (* 1845). Sein Großvater war der badische Staatsminister Friedrich Adolf Klüber.

### Militärkarriere
Klüber trat nach seinem Abitur 1891 als Avantageur in das Schleswig-Holsteinische Ulanen-Regiment Nr. 15 der Preußischen Armee ein. Hier wurde er am 18. August 1892 zum Sekondeleutnant befördert und besuchte später die Kriegsakademie. Als Rittmeister war Klüber dann ab 1910 Eskadronchef im 3. Garde-Ulanen-Regiment und wurde anschließend mit seiner Beförderung zum Major am 1. Oktober 1912 in den Großen Generalstab versetzt. Ab 1913 war Klüber zunächst Militärattaché an den Gesandtschaften in Brüssel und Den Haag sowie an der Botschaft in Paris.
Mit Ausbruch des Ersten Weltkrieges wurde er von diesem Posten abberufen und kehrte in die Heimat zurück. Hier wurde er Anfang August 1914 in den Generalstab des Feldheeres versetzt und dann kurzzeitig als Generalstabsoffizier bei der 4. Kavallerie-Division verwendet. Am 7. September 1914 folgte seine Ernennung zum Ersten Generalstabsoffizier des XI. Armee-Korps. Diese Stellung hatte Klüber dann bis zum 16. Juni 1915 inne, um anschließend Chef des Generalstabs des IX. Armee-Korps zu werden. Das Korps stand zu dieser Zeit an der Aisne-Front und wurde Ende Oktober in die Champagne verlegt, wo es sich in der dortigen Herbstschlacht mehrfach behaupten konnte. Mitte Juni 1916 verlegte sein Korps dann in den nördlichen Abschnitt der Somme. Hier wurde in der Folgezeit die britisch-französischen Großoffensive abgeschlagen und Klüber erhielt in Anerkennung seiner Leistungen während der Kämpfe das Ritterkreuz des Königlichen Hausordens von Hohenzollern mit Schwertern. Vorher war er bereits mit beiden Klassen des Eisernen Kreuzes ausgezeichnet worden.
Am 28. Dezember 1916 wurde Klüber dann Chef des Generalstabs der Armeeabteilung A. In gleicher Funktion war er vom 11. April bis 21. Juni 1918 bei der 1. Armee, dann wieder bei der Armeeabteilung A und schließlich ab 12. Oktober 1918 bei der 17. Armee. Für seine Verdienste wurde Klüber zwischenzeitlich am 14. Juni 1917 mit der höchsten preußischen Tapferkeitsauszeichnung, dem Orden Pour le Mérite ausgezeichnet.
Ab 1919 war er Verbindungsoffizier des Preußischen Kriegsministeriums und Vertreter der – nach der Novemberrevolution republikanischen – Reichsregierung. Als Oberstleutnant der Reichswehr kam er Anfang März 1919 mit dem Freikorps des Generals Georg Maercker auf Befehl des Reichswehrministers Gustav Noske nach Halle. Anlass für die Verlegung der Truppen waren die bürgerkriegsähnlichen Unruhen nach dem Spartakusaufstand. Es kam zu gewalttätigen Auseinandersetzungen mit Zivilisten. Im Rahmen dieser Ausschreitungen wurde Klüber, der in Zivil einen Erkundungsgang durch die Stadt unternommen hatte, als Soldat erkannt und überfallen. Er wurde schwer misshandelt und von der Brücke an der Moritzburg – die spätere Robert-von-Klüber-Brücke – in die Saale geworfen. Obwohl er beschossen wurde, gelang es ihm, das Ufer zu erreichen. Dort wurde er jedoch von einem Gewehrkolben getroffen. Ins Wasser zurückgesunken, wurde er schließlich erschossen.
Sein Grab befindet sich auf dem Berliner Invalidenfriedhof. Die Klüberstraße im so genannten Generalsviertel des Berliner Bezirks Steglitz-Zehlendorf ist seit 1937 nach ihm benannt.

### Familie
Klüber hatte am 8. März 1898 in Berlin Elsa von Mühlberg (* 1877) geheiratet, Tochter des preußischen Generalmajors Paul von Mühlberg.

## Auszeichnungen
- Roter Adlerorden IV. Klasse[6]
- Kronenorden IV. Klasse[6]
- Waldeckisches Verdienstkreuz IV. Klasse[6]
- Ritterkreuz des Persischen Löwen- und Sonnenordens[6]
- Ritterkreuz I. Klasse des Schwertordens[6]